# Юэ Хай Цин
Храм Юэ Хай Цин (кит. упр.: 粤海清庙), также известный как Вак Хай Чен Био на чаошаньском диалекте, — китайский храм в Сингапуре, расположенный на Филлип-стрит в Деловом центре в Центральном районе Сингапура.
Храм Юэ Хай Цин был включён в число памятников национального значения 28 июня 1996 года.

## История
Храм Юэ Хай Цин — старейший в Сингапуре даосский храм. Он был построен между 1850 и 1855 годами, а реконструирован в 1895 году. Храм имеет важное значение для чаошаньской общины, чья жизнь всегда была тесно связана с морем. Юэ Хай Цин — единственный храм в Сингапуре, имеющий потрясающие детальные трёхмерные обломные орнаменты на своих крышах. Китайский император Гуансюй подарил храму памятную доску в 1907 году.
Реставрационные работы в храме Юэ Хай Цин начались в феврале 2011 года после китайского Нового года. Конгси Нги Анн, объединение чаошаньских кланов Сингапура, в чьей собственности находится храм, выделила на них $5 миллионов.